# ژنرالیف
ژنرالیف یا جنرالیف (به اسپانیایی: Generalife) یا جنت‌العریف (به عربی: جنّةالعریف، آوانگاری: به معنای بهشت هنرمندان) یک محوطهٔ تاریخی ثبت‌شده به‌عنوان میراث جهانی یونسکو است که در گرانادا اسپانیا قرار دارد. ژنرالیف در نزدیکی الحمراء، و متشکل از تعدادی باغ است که به‌عنوان قصر پادشاهان مغاربه استفاده می‌شد. بررسی‌ها نشان می‌دهد که ژنرالیف یک اقامتگاه تابستانی بوده‌است.
ژنرالیف به شکل باغ ایرانی طراحی شده‌است.
زمان ساخت این مجموعه به اوایل قرن چهاردهم میلادی می‌رسد.

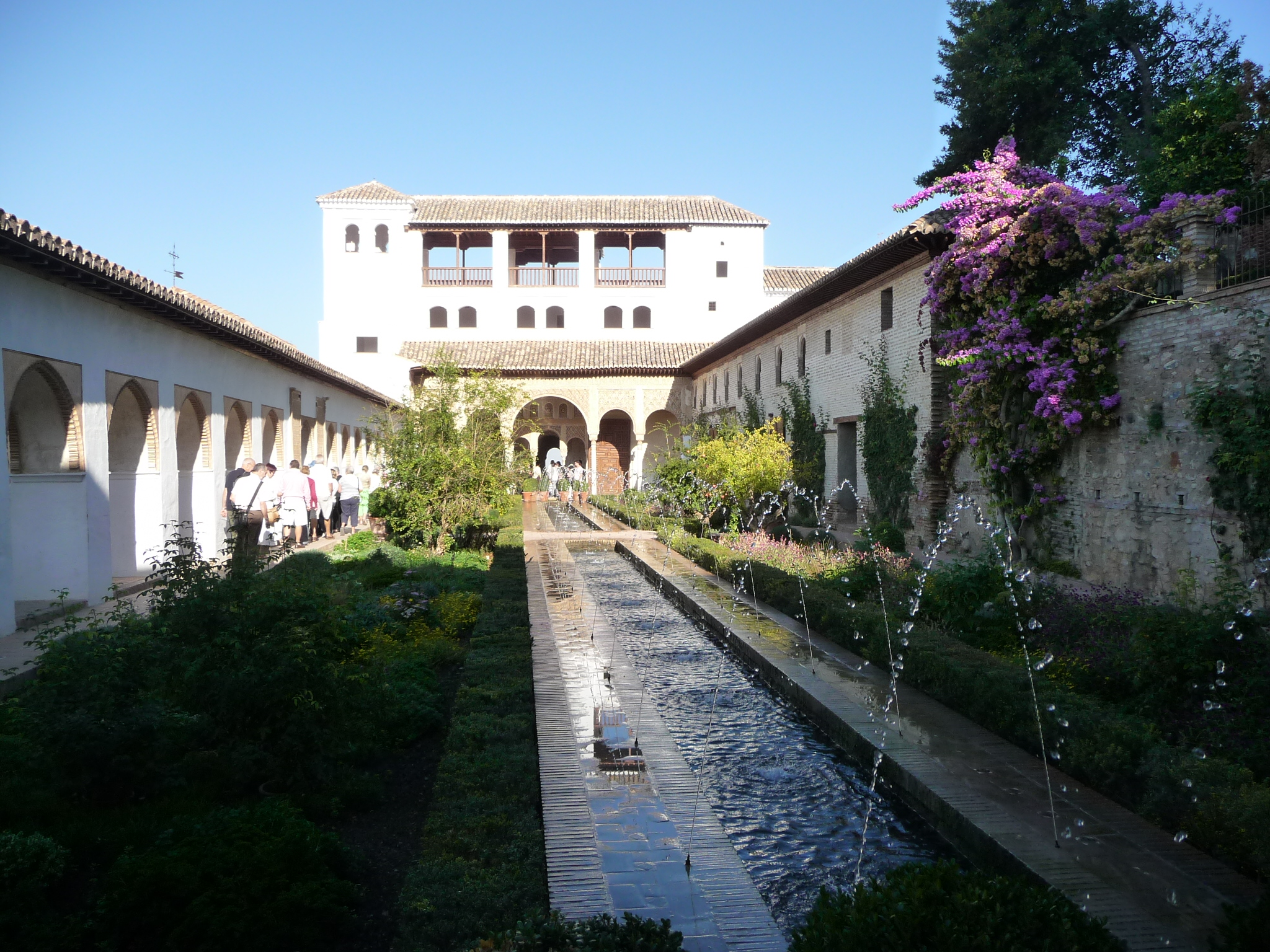
نمایی از درون ژنرالیف